# Hong Kong Open 2000 - Qualificazioni doppio
Le qualificazioni del doppio  dell'Hong Kong Open 2000 sono state un torneo di tennis preliminare per accedere alla fase finale della manifestazione. I vincitori dell'ultimo turno sono entrati di diritto nel tabellone principale. In caso di ritiro di uno o più giocatori aventi diritto a questi sono subentrati i lucky loser, ossia i giocatori che hanno perso nell'ultimo turno ma che avevano una classifica più alta rispetto agli altri partecipanti che avevano comunque perso nel turno finale.
Le qualificazioni del doppio del torneo Hong Kong Open 2000 prevedevano 4 coppie partecipanti di cui una è entrata nel tabellone principale.

## Teste di serie
1. Antonio Prieto /  Jim Thomas (Qualificati)

1. Sargis Sargsian /  Jack Waite (primo turno)

## Qualificati
1. Antonio Prieto  /   Jim Thomas

## Tabellone

### Legenda
| - Q = Qualificato - WC = Wild card - LL = Lucky loser | - ALT = Alternate - SE = Special Exempt - PR = Protected Ranking | - w/o = Walkover - r = Ritirato - d = Squalificato |

|  | Primo turno | Primo turno                   | Primo turno                   | Primo turno | Primo turno |  |  | Ultimo turno | Ultimo turno                  | Ultimo turno                  | Ultimo turno | Ultimo turno |  |
|  |             |                               |                               |             |             |  |  |              |                               |                               |              |              |  |
|  | 1           | Antonio Prieto Jim Thomas     | Antonio Prieto Jim Thomas     | 7           | 7           |  |  |              |                               |                               |              |              |  |
|  |             | Barry Cowan Harel Levy        | Barry Cowan Harel Levy        | 65          | 6           |  |  | 1            | Antonio Prieto Jim Thomas     | Antonio Prieto Jim Thomas     | 6            | 7            |  |
|  |             | Gouichi Motomura Takao Suzuki | Gouichi Motomura Takao Suzuki | 6           | 6           |  |  |              | Gouichi Motomura Takao Suzuki | Gouichi Motomura Takao Suzuki | 4            | 64           |  |
|  | 2           | Sargis Sargsian Jack Waite    | Sargis Sargsian Jack Waite    | 3           | 4           |  |  |              |                               |                               |              |              |  |